# 音阙诗听
音阙诗听是中華人民共和國的一个古风音乐组合，成立于2016年11月1日，最初由殇小谨与李俊羽组织成立。其主要音乐作品有《芒种》、《空山新雨后》以及《红昭愿》。
2018年11月3日，在国风极乐夜音乐盛典上凭借代表作《红昭愿》获得国风音乐人最佳单曲奖，并获得最受欢迎国风音乐社团的称号。2023年8月18日，音阙诗听官方发布公告称全社团结业，所有成员以后将以个人身份继续活动。2024年7月18日，音阙诗听社团重新以社团名义发布新歌《探清水河》。